# Neochanna rekohua
Neochanna rekohua är en fiskart som först beskrevs av Mitchell, 1995.  Neochanna rekohua ingår i släktet Neochanna och familjen Galaxiidae. IUCN kategoriserar arten globalt som sårbar. Inga underarter finns listade i Catalogue of Life.